# 目尻
| ウィキペディアには「目尻」という見出しの百科事典記事はありません（タイトルに「目尻」を含むページの一覧/「目尻」で始まるページの一覧）。 代わりにウィクショナリーのページ「目尻」が役に立つかもしれません。 |